# 川勝長氏
川勝 長氏（かわかつ ながうじ）は、江戸時代前期の旗本。知氏系重氏流川勝家の2代当主。

## 生涯
慶長19年（1614年）、川勝重氏の嫡男として武蔵に生まれた。寛永5年（1628年）に16歳で初めて将軍徳川家光に拝謁した。寛永7年（1630年）大番に列し、後に蔵米を給わった。
寛永10年（1633年）2月7日、加増あって先の蔵米に替わって、下野国上三河領内に300石を給わった。明暦3年（1657年）9月3日、組頭に進み、万治元年（1658年）閏12月25日に蔵米200俵を加えられた。天和2年（1682年）5月21日、更に200俵を加増され、合わせて下野内300石、蔵米400俵の禄高となった。
貞享元年（1684年）7月26日、職を辞し小普請となり、同年12月8日、72歳で没した。家督は嫡男の広宣が継いだ。